# Nomada lagrecai
Nomada lagrecai är en biart som beskrevs av Noble 1990. Nomada lagrecai ingår i släktet gökbin, och familjen långtungebin. Inga underarter finns listade i Catalogue of Life.